# Frank Coombs
Frank Mundy Coombs, né le 30 juillet 1906 à Radstock et mort le 15 avril 1941 à Belfast, est un peintre et marchand d'art anglais.

## Formation
Frank Coombs est le fils de Frank et Louisa Isabel Coombs, de Bath.
Il étudie l'art à la King's School de Bruton auprès d'Arthur Jenkins.

## Carrière

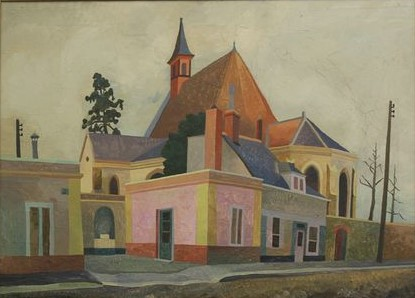
Frank Coombs, Vue d'une église à Chartres.

Frank Coombs est diplômé en architecture et travaille pour le conseil de comté du Hampshire. Il habite pendant deux ans à l'île de Sercq où il rencontre Ala Story qui y était en vacances, et la suit à son retour à Londres, où elle est propriétaire de la Storran Gallery.

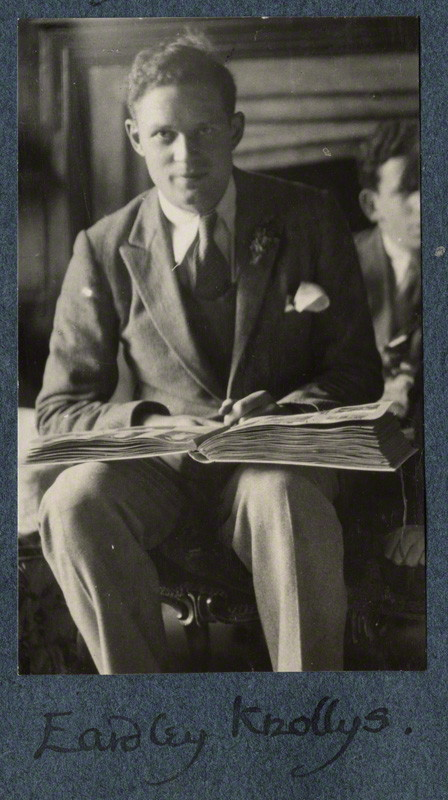
Eardley Knollys par Lady Ottoline Morrell, à la fin de 1924.

Coombs fait entrer l'art moderne à la Storran Gallery. Au début, Coombs vend des gravures et des cartes de vœux à la galerie, puis il organise en 1935 une exposition qui marque un tournant pour la galerie. Après cette première exposition, Coombs, son compagnon, Eardley Knollys et Ala Story exposent des tableaux de Pawel Tchelitchew, Ivon Hitchens, Frances Hodgkins, Christopher Wood et Victor Pasmore,. Lorsque Ala Story vend sa part à  Knollys, Knollys et Coombs commencent à exposer des œuvres de Picasso, Modigliani, Utrillo, Glyn Philpot (Philpot peint un portrait de Coombs), Monet, Renoir, Gauguin, Vlaminck, Derain, etc.. Sous la direction de Coombs et Knolly, la Storran Gallery devient une des galeries les plus connues de l'époque dans la promotion de l'art moderne,.
Coombs faisait partie du London Group et comptait parmi les jeunes artistes du Cork Street Front, et a exposé en 1940 à l'exposition spéciale de la guerre (Special War-time Show) aux New Burlington Galleries.
Coombs et Knollys étaient amis entre autres de Lady Ottoline Morrell, Duncan Grant et Graham Sutherland.

## Seconde Guerre mondiale et mort
Lorsque la Seconde Guerre mondiale éclate, Coombs rejoint la Royal Navy et sert sur la HMS Caroline. Il est tué pendant l'attaque aérienne allemande de Belfast du 15 avril 1941. Après la mort de Coombs, Knollys frappé par le deuil finit par fermer la galerie en 1944,.